# Вісньова (Келецький повіт)
Вісньова (пол. Wiśniowa) — село в Польщі, у гміні Лаґув Келецького повіту Свентокшиського воєводства.
Населення — 132 особи (2011).
У 1975-1998 роках село належало до Келецького воєводства.

## Демографія
Демографічна структура на день 31 березня 2011 року:
|          | Загалом | Допрацездатний вік | Працездатний вік | Постпрацездатний вік |
| -------- | ------- | ------------------ | ---------------- | -------------------- |
| Чоловіки | 68      | 14                 | 46               | 8                    |
| Жінки    | 64      | 20                 | 33               | 11                   |
| Разом    | 132     | 34                 | 79               | 19                   |